# Tyrannochthonius butleri
Tyrannochthonius butleri es una especie de arácnido  del orden Pseudoscorpionida de la familia Chthoniidae.

## Distribución geográfica
Se encuentra en el oeste de Australia.